# Jingwu Tiyu Hui
La Jingwu Tiyu Hui (精武体育会, Associazione Sportiva dell'Essenza Marziale) è una associazione delle arti marziali cinesi che ha avuto un ruolo eminente nell'evoluzione moderna del Wushu. Famosissima nel mondo anche grazie a numerosi film, il suo nome è reso con molte traslitterazioni: Ching Wu (in Wade-Giles); Jing Mo; Chin Woo; Jing Wo. Gli  stessi membri Cinesi dell'associazione preferiscono Chin Woo. In alcuni contesti si parla anche di Jingwumen (精武门) ovvero la Scuola dell'Essenza Marziale.
Il nome di questa associazione si è legato in maniera indissolubile con la figura di Huo Yuanjia a cui spesso viene attribuita la fondazione dell'associazione stessa.

## La storia
Questa Associazione per alcuni fu fondata in Shanghai nel giugno 1909 con il nome Jingwu Ticao Xuexiao (中国精武体操会) da un comitato a cui appartenevano Huo Yuanjia, Chen Gonzhe (陈公哲), Chen Tiesheng (陈铁生), Lu Weichang (卢炜昌), Yao Chanbo (姚蟾伯) e altri. Venne ribattezzata Jingwu Tiyu Hui il 3 marzo 1910.
Altri affermano che venne fondata il 7 luglio 1910 ed altri in giugno.
Questa confusione deriva anche dal fatto che dopo la morte di Huo Yuanjia, avvenuta nel settembre del 1910, per sfruttarne la notorietà si decise di attribuirgli il ruolo di unico fondatore dell'associazione. In realtà la Jingwu Tiyu Hui venne istituita da un gruppo di persone.
In seguito al decesso di Huo, Zhao Lianhe (赵连和), famoso praticante di Mizongquan, divenne l'istruttore Capo e negli anni successivi l'Associazione iniziò a diffondersi in altre zone della Cina aprendo diverse succursali. Nella scuola insegnarono numerosi maestri famosi: Chen Zizheng (陳子正), praticante di Yingzhaoquan; Luo Guanyu (羅光玉), praticante di Qixing Tanglangquan; Wu Jianquan (吳鑑泉), fondatore dello stile Wu di Taijiquan.

## I principi
L'associazione sportiva Jingwu, in opposizione al sistema tradizionale di insegnamento segreto in voga nella maggior parte delle scuole di Wushu prima di allora, intendeva creare un ambito aperto per l'insegnamento, l'apprendimento e lo scambio delle arti marziali. L'arte marziale diventa elemento unificante del sentimento nazionale e quindi vuole superare le secolari divisioni che hanno caratterizzato le arti marziali cinesi, anticipando l'ideologia che portò alla fondazione dello Zhongyang Guoshu Guan e delle sue diramazioni locali. Il suo curriculum di base è preso da diversi stili.  Questo ruolo speciale venne sottolineato da Sun Yatsen che partecipò alla riunione annuale dell'associazione nel 1915 e nel 1920 scrisse nel giornale dell'associazione e donò una targa alla Jingwu con inciso “Spirito Marziale”.
L'associazione cinese venne interdetta dal governo della Repubblica Popolare Cinese nel 1966 e riaperta dopo la Rivoluzione Culturale. Nel resto del mondo ha continuato a svilupparsi e ad ingrandirsi tanto che oggi conta più di 150 ramificazioni.

## La scuola
Zhao Lianhe, nel suo ruolo di capo istruttore, sviluppò un programma di insegnamento che in seguito è andato a costituire il patrimonio standard della Jingwu Tiyu Hui. Questi sono i 10 Taolu che sono praticati ovunque in seno alle associazioni che si richiamano a quella originaria di Shanghai, anche quando vengono praticati stili differenti:
- 1. Shier lu Tantui
- 2. Gongliquan
- 3. Jiequan
- 4. Da Xiao Zhanquan (Grande e Piccolo pugilato della battaglia)
- 5. Baguadao
- 6. Qunyang gun
- 7. Wuhu qiang
- 8. Tantui Duilian
- 9. Taoquan
- 10. dandao chuan qiang

Il Testo Jingwu Quan Xie Lu elenca 42 sequenze a mano nuda, 11 sequenze di armi, e 5 Duilian.